# Dom Herbede
Dom Herbede (niem. Haus Herbede) – zabytkowy dwór w Herbede, dzielnicy Witten (Nadrenia Północna-Westfalia).
Dom Herbede jest najstarszym dworem w Zagłębiu Ruhry. Jego historia sięga 1019. Sam budynek pochodzi prawdopodobnie z XIII w. i był siedzibą panów Elverfeldt, którzy przez wieki posiadali prawa jurysdykcyjne w Herbede. Na dziedzińcu znajduje się fryz z herbami małżeństwa Conrada von Elverfeldt (1530-1594) i Berthy von Vittinghoff.

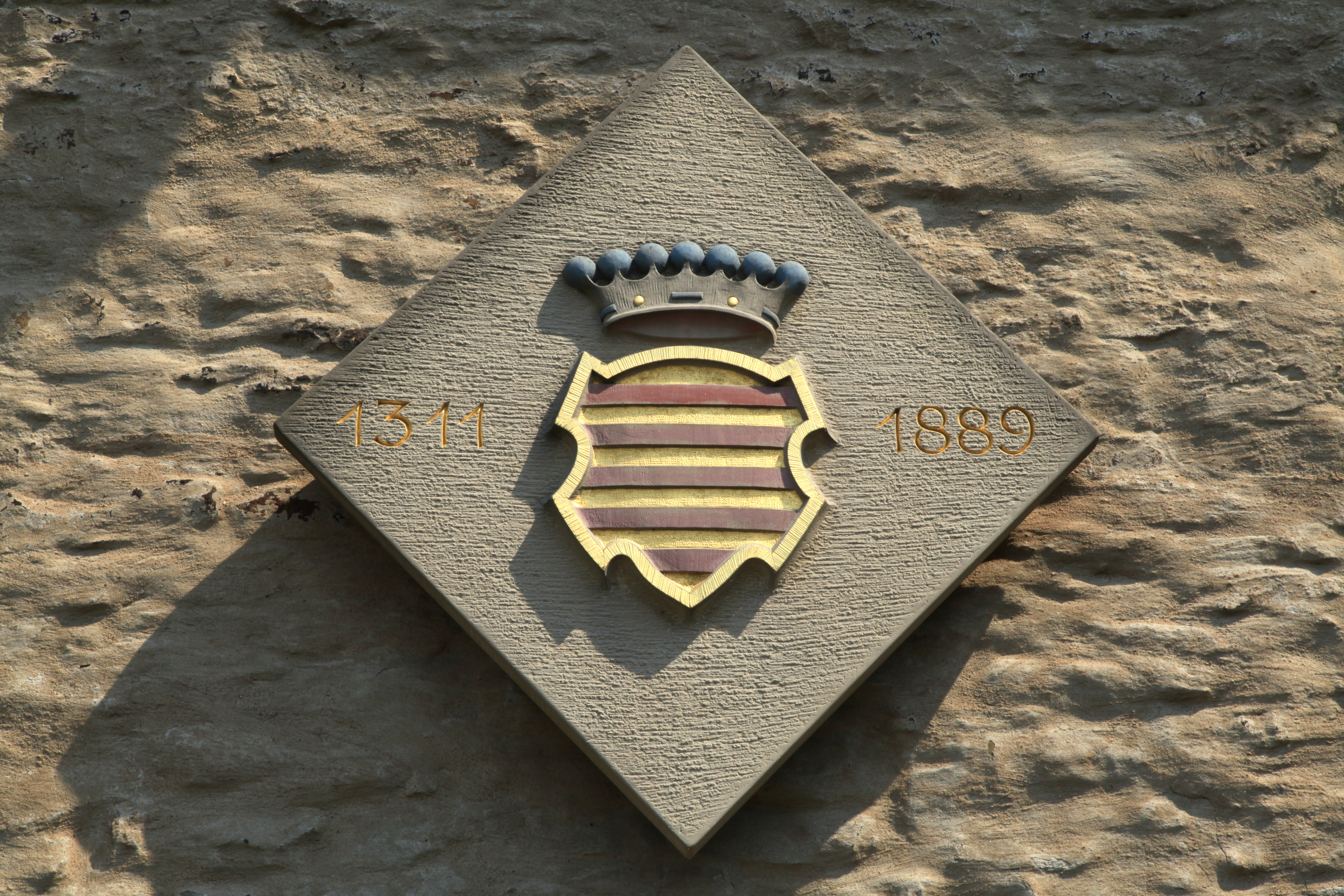
Herb Elverfeldt nad wejściem
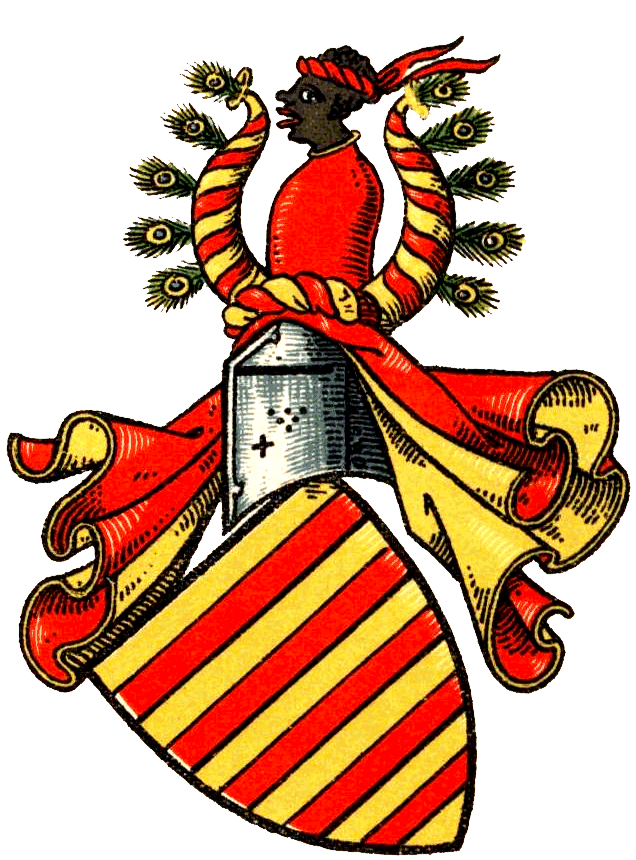
Herb Conrada von Elverfeldt
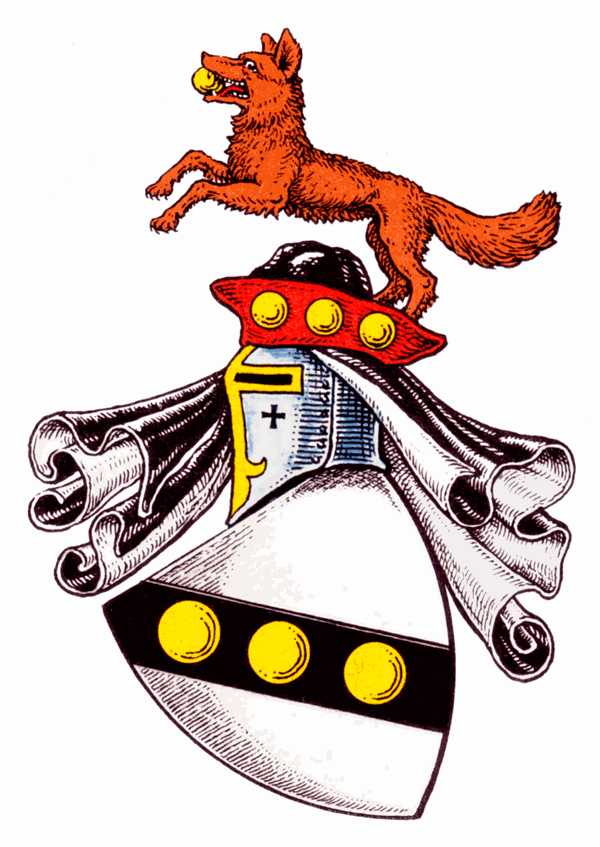
Berthy von Vittinghoff